# Unknown Pleasures
Unknown Pleasures – debiutancki album zespołu Joy Division, wydany w 1979 roku (zob. 1979 w muzyce).
W Polsce album został wznowiony w 1989 roku przez Tonpress

## Krótki opis
Został wyprodukowany przez Martina Hannetta i nagrany w legendarnym Strawberry Studios w Stockport (Anglia). Początkowo sprzedaż była słaba, ale dzięki późniejszemu sukcesowi singla Love Will Tear Us Apart, jest obecnie szerzej znany. Po Unknown Pleasures zespół wydał tylko jeden album Closer.

## Okładka
Zdjęcie widoczne na okładce płyty przedstawia tylko fale radiowe pierwszego odkrytego pulsara, jego tytuł brzmi "100 kolejnych uderzeń pulsara CP 1919", bez nazwy zespołu czy nazwy płyty. Okładka została zaprojektowana przez Joy Division, Petera Saville'a oraz Chrisa Mathana. Unknown Pleasures wydano w wytwórni płytowej Factory Records.

## Lista utworów
Autorzy: słowa - I. Curtis, muzyka - Joy Division.
| 1.  | Disorder           | 3:32  |
|     |                    |       |
| 2.  | Day of the Lords   | 4:49  |
|     |                    |       |
| 3.  | Candidate          | 3:05  |
|     |                    |       |
| 4.  | Insight            | 4:29  |
|     |                    |       |
| 5.  | New Dawn Fades     | 4:47  |
|     |                    |       |
| 6.  | She's Lost Control | 3:57  |
|     |                    |       |
| 7.  | Shadowplay         | 3:55  |
|     |                    |       |
| 8.  | Wilderness         | 2:38  |
|     |                    |       |
| 9.  | Interzone          | 2:16  |
|     |                    |       |
| 10. | I Remember Nothing | 5:53  |
|     |                    |       |
|     |                    | 39:21 |
|     |                    |       |